# Пиквикский клуб (радиоспектакль)

Запись радиоспектакля «Пиквикский клуб». На фото (слева направо): Михаил Булгаков, Владимир Грибков, Михаил Болдуман, Александр Карев, Елена Морес, Иосиф Раевский, Василий Топорков, 27 декабря 1934

«Пиквикский клуб» — радиоспектакль, основанный на одноимённой инсценировке Московского Художественного театра романа английского писателя Чарльза Диккенса «Посмертные записки Пиквикского клуба». Текст театральной адаптации создала Наталья Венкстерн, при участии ассистента режиссёра спектакля Михаила Булгакова. Режиссёром-постановщиком выступил Виктор Станицын. Премьера инсценировки прошла 1 декабря 1934 года, а 27 декабря того же года отрывки из него были представлены радиослушателям. Роль «Президента суда» в спектакле и радиопостановке сыграл Булгаков, для которого это была единственная профессиональная актёрская работа.

## История

### Спектакль «Пиквикский клуб»

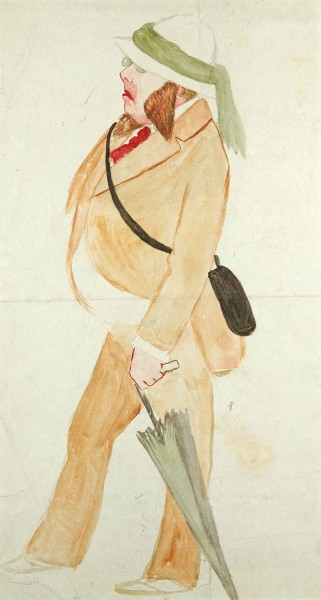
Пётр Вильямс. Эскиз костюма для спектакля «Пиквикский клуб»

В начале 1930-х годов произведения Михаила Булгакова перестали печатать, его пьесы изымались из репертуара театров. В 1930-м году ему удалось устроиться во МХАТ режиссёром-ассистентом, где он проработал в этом качестве до 1936 года. В марте 1931 года он впервые обратился к основателю театра Константину Станиславскому с просьбой «включить его в актёры». После этого Булгакова приняли в актёрский цех театра. В ноябре 1932-го года его назначили помощником режиссёра (вторым помощником режиссёра стал Иосиф Раевский) планируемого спектакля «Пиквикский клуб», основанного на романе английского писателя Чарльза Диккенса «Посмертные записки Пиквикского клуба» (1836—1837), и утвердили на небольшую роль Президента суда. Адаптацией текста занималась писательница, драматург Наталья Венкстерн. Исследователи предполагают, что в этом ей помогал Булгаков, в частности, это касается сцены «В суде» (Акт V, Картина III). В том числе это предположение основывается на свидетельстве второй жены Булгакова — Любови Белозёрской. Отмечая, что по Москве поползли слухи о том, что именно Михаил Афанасьевич занимается адаптацией романа, она отвергла их как безосновательные, но дальше указала: «Наташа [Венкстерн] приносила готовые куски, в которых она добросовестно старалась сохранить длинные диккенсовские периоды, а М. А. молниеносно переделывал их в короткие сценические диалоги. Было очень интересно наблюдать за этим колдовским превращением». Режиссёром-постановщиком выступил Виктор Станицын, для которого это была первая самостоятельная постановка. В начале лета 1933 года Станиславский уехал для лечения за границу и к августу 1934 год, когда он вернулся во МХАТ, видимо забыл об участии Булгакова в этой постановке. Виталий Виленкин оставил свидетельство о генеральной репетиции спектакля, на которой присутствовал Станиславский: 
Началась сцена «В суде». «Президент суда» в тяжёлом седом парике, с багровым толстым носом и злющими глазками, расставив локти, приступил к допросу. «Президент» этот, как известно, почему-то яростно ненавидит всех животных и потому не выносит никаких метафор или сравнений из животного мира, а тут ими, как на грех, так и прыщет судейское красноречие. Знаменитая реплика: «Да бросьте вы зверей или я лишу вас слова!» прозвучала с такой неподдельной яростью, что захохотал весь зал, а громче всех Станиславский. «Кто это? — быстро прошептал он Станицыну, не узнавая актёра. — «Булгаков». — «Какой Булгаков?» — «Да наш же, наш Булгаков, писатель, автор «Турбиных». — «Не может быть». — «Да Булгаков же, Константин Сергеевич, ей-богу!» — «Но ведь он же талантливый...» — и опять захохотал на что-то громко и заразительно, как умел хохотать на спектакле только Станиславский.
Реплики судьи и мотивация его поведения, которые описал Виленкин, не совпадают с текстом инсценировки, опубликованного в 1934 году, а также далеки от диккенсовского оригинала. Премьера спектакля (пролог, четыре акта, восемь картин) прошла 1 декабря 1934 года. В спектакле были задействованы: Владимир Грибков (мистер Пиквик), Василий Топорков (Сэм Уэллер), Александр Карев (Додсон), Елена Морес (Малютка Бардль, миссис Бардль), Иосиф Раевский (Фогг и Перкер, мистер Джингль, Бен Аллен), Михаил Болдуман (Фогг), Михаил Булгаков (Президент суда). До 1938-го года адаптацию показали 279 раз и восстановили после окончания Великой Отечественной войны.

### Радиоспектакль
Радиоспектакль, основанный на мхатовской инсценировке, анонсировался за полгода до выхода в эфир: «МАСТЕРА ТЕАТРА У МИКРОФОНА (драматическое вещание в 1934/35 г. В сезоне 1934/35 г. дирекцией драматического вещания будут привлечены к микрофону лучшие московские театры и крупнейшие мастера сцены. <...> Из театральных премьер предстоящего сезона предполагается дать <...> „Пиквикский клуб“ (МХАТ им. Горького)». 24 декабря того же года было объявлено, что премьера радиоспектакля пройдёт через несколько дней: «Слушайте драматические передачи <...> 27 декабря 19 ч. 30 м. Ст[анция] ВЦСПС. Отрывки из пьесы „Пиквикский клуб“ по Диккенсу в исп[олнении] артистов МХАТ-I». Елена Булгакова, третья жена писателя, 28 декабря 1934 года в дневнике записала: «Вчера он, вместе с некоторыми актёрами, играл в Радиоцентре отрывки из „Пиквикского клуба“». Литературовед Феликс Балонов пришёл к выводу, что радиоспектакль вышел в эфир 27 декабря 1934 года. Тогда же была сделана фотография, запечатлевшая фрагмент радиопостановки, где был задействован Булгаков. На ней были представлены: Михаил Булгаков (у микрофона), Владимир Грибков, Михаил Болдуман, Александр Карев, Елена Морес, Иосиф Раевский, Василий Топорков. Она была опубликована в феврале 1935 года в журнале «Говорит СССР». Под фотографией был помещён следующий комментарий: «Всё чаще и чаще в эфире звучат голоса артистов Московского художественного театра им. М. Горького. Не только с отдельными выступлениями и отрывками из постановок, но и с целыми постановками и монтажами их выступают Мхатовцы у микрофона. На снимке: передача постановки МХАТ им. М. Горького „Пиквикский клуб“ по радио. Артисты Булгаков М. П., Грибков, Болдулин, Корев, Морес, Раевский и Топорков у микрофона во время передачи». Балонов предположил какой именно момент запечатлён на фотографии. По его оценке, это сцена «В суде», где идёт процесс по иску вдовы Бардль к мистеру Пиквику, который, по её мнению, якобы обманул её не женившись на ней. Вместе с истицей в суде находится её сын — Малютка. При словах адвоката о смерти мистера Бардля они начинают рыдать, а судья, который ненавидит слёзы и натуралистические подробности, требует мать и сына остановиться. На фотографии, по описанию Балонова, актриса-травести Елена Морес представлена с широко открытым ртом, видимо, «малютка» рыдает, а все остальные актёры, за исключением Булгакова, молчат. Он напряжён, он что-то решительно говорит. По реконструкции Балонова, это фраза: «Прекратите рыдания малютки!», а судя по форме губ он произносит звук «м»: «Значит актёр только что произнёс „Прекратите рыдания“... и сейчас прозвучит „...малютки!“». 
Запись спектакля не сохранилась, но высказываются надежды, что она всё же уцелела и её обнаружат. В таком случае она может стать единственной сохранившейся записью голоса Булгакова. По выводам Балонова, радиоспектакль звучал в записи не один раз. В подтверждение этого он привёл выдержку из статьи «За высокое мастерство литературных передач» из журнала «Говорит СССР», опубликованную в конце 1936 года: «Наряду с лучшими работами московских театров, созданными в течение последних лет, радиослушатель познакомится в этом году с целым рядом новых работ [...] Мы передавали уже в этом сезоне „Пиквикский клуб“ по Диккенсу [...] в исполнении МХАТ-I им. Горького [...] В течение сезона пройдут у микрофона [...] „Мёртвые души“ Гоголя в постановке МХАТ-I...». Кроме того, косвенным подтверждением фонозаписи спектакля могут служить воспоминания Елены Булгаковой, из которых следует, что в 1935 году её муж контактировал с представителями радио. Балон связал эти факты со стремлением Булгакова записать спектакль.